# Viktor Král
Viktor Král (* 17. Juni 1968 in Velké Popovice) ist ein tschechischer Schauspieler.

## Biografie
Král wirkte als Kinderdarsteller zwischen 1981 und 1988 in mehreren TV-Filmen und -Serien mit. Dazu zählen Der fliegende Ferdinand und Die Besucher. Später studierte er einige Semester im naturwissenschaftlichen Bereich in Prag.

## Filmografie
- 1981: Unser Torwart spielt Klavier (Sonáta pro zrzku)
- 1981: Mann über Bord (Muž přes palubu)
- 1981: Rübezahl und die Skiläufer (Krakonoš a lyžníci)
- 1981: Hodina života
- 1983: Vom Webstuhl zur Weltmacht (Fernsehserie)
- 1983: Die Besucher (Návštěvníci, Fernsehserie, 13 Folgen)
- 1983: Ein spottbilliger Junge (Kluk za dve petky)
- 1983: Der fliegende Ferdinand (Létající Čestmír, Fernsehserie, 1 Folge)
- 1985: Herrenbummel (Pánska jízda, Fernsehfilm)
- 1986: Eine zauberhafte Erbschaft (Carovné dedictví)
- 1988: Tretí patro (Fernsehserie, 6 Folgen)